# Kalga (village)
Kalga (en russe : Калга́, en bouriate : халга, khalga, « porte, avant-poste ») est un village russe, centre administratif du raïon de Tchita du kraï de Transbaïkalie, en Sibérie. Il fait partie de l'établissement rural de Kalga, et sa population s'élevait à 2 589 habitants au recensement de 2021.

## Géographie
Le village de Kalga se situe dans le kraï de Transbaïkalie, un kraï situé en Transbaïkalie, région de Sibérie orientale, en Russie. Il fait partie du district fédéral extrême-oriental. Le village fait partie du raïon de Tchita, un raïon du kraï, avec Tchita comme centre administratif. Il fait partie de l'établissement rural de Kalga, une municipalité dont il est le chef-lieu,.
Le fuseau horaire du village est MSK+6 (heure de Iakoutsk). Le décalage horaire appliqué par rapport au temps universel coordonné est +09:00.

## Histoire
Le village a été fondé en 1777.

## Démographie
Recensements (*) et estimations de la population,,:
| 1902  | 1959* | 1970* | 1979* |
| ----- | ----- | ----- | ----- |
| 2 054 | 3 369 | 4 601 | 4 201 |

| 1989* | 2002 * | 2010* | 2021* |
| ----- | ------ | ----- | ----- |
| 4 412 | 3 735  | 3 425 | 2 589 |